# آدولف آرنت

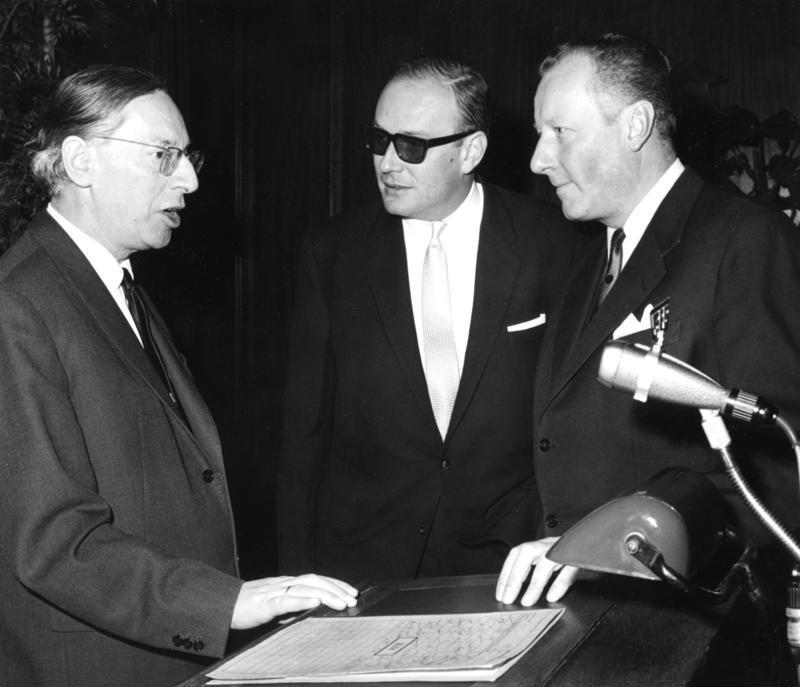
و Jürgen Neven-DuMont.

آدولف آرنت (انگلیسی: Adolf Arndt) سیاستمدار اهل آلمان است.